# Anna Margaret
Anna Margaret Collins (ur. 12 czerwca 1996) – amerykańska piosenkarka i aktorka. Stała się znana, dzięki filmowi Disney Channel Original Movie "Randka z gwiazdą", śpiewając piosenki: "Something About The Sunshine" i "New Boyfriend"

## Single
| 2009 | "Let It Snow"                  | —  | —  |
| 2010 | "Something About the Sunshine" | 81 | 95 |
| 2010 | "New Boyfriend"                | —  | —  |
| 2010 | "Girl Thing"                   | —  | —  |
| 2010 | "I Wanna Go"                   | —  | —  |
| 2010 | "Only Three Years Older"       | -  | -  |